# Sächsische Dampfschiffs- und Maschinenbauanstalt

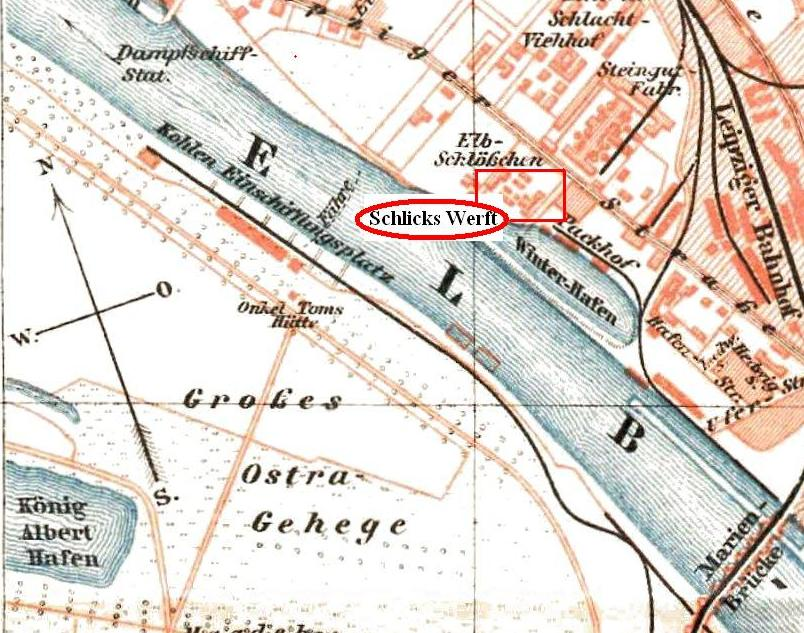
Kartenausschnitt mit Eintragung des Werftstandorts

Die Sächsische Dampfschiffs- und Maschinenbauanstalt entstand 1872 durch Umwandlung der 1863 von Otto Schlick in Dresden gegründeten Werft "Maschinen- und Schiffbauanstalt von Otto Schlick" in eine Aktiengesellschaft. Der Schiffbau wurde ab 1899 unter dem Namen Dresdener Maschinenfabrik & Schiffswerft AG fortgeführt, bis das Unternehmen 1905 mit der Schiffswerft Übigau fusionierte.

## Geschichte
Der Ingenieur Otto Schlick gründete 1863/64 die Maschinenfabrik und Schiffswerft an der Leipziger Straße in der Leipziger Vorstadt und baute vorwiegend Personendampfer und Radschlepper.

## 1863/64, Gründung der Maschinen- und Schiffbauanstalt von Otto Schlick
Es wurden aber auch die Kettenschlepper Nr. I, Nr. IV und Nr. VI für die Kettenschleppgesellschaft Oberelbe, Dresden erfolgreich abgeliefert. Außerdem wurde 1872 das Kettenschleppschiff Nr. II für die Prager Dampf- und Segelschiffsgesellschaft in Prag gebaut.
Im November 1864 bat Schlick die Stadtverwaltung um die Erweiterung auf den Maschinenbau sowie den Kesselbau seiner bisher nur auf den Schiffbau beschränkte Gewerbegenehmigung, die ihm im Februar 1864 erteilt wird. Neben den Schiff- und Schiffsmaschinenbau kamen bald auch Aufträge für Landdampfmaschinen und Transmissionen. Das Werftareal wurde zunehmend mit Werkstätten und Lagerschuppen sowie Magazinen umrandet, auch ein als Beamtenwohnhaus bezeichneten Wohnhaus kam dazu.

## 1869 verlässt Schlick seine Werft
1869 stieg Schlick aus seinem Unternehmen aus und setzte Herrn Kellner als Werftleiter ein. Die Werft war weitgehend ausgebaut und befand sich wirtschaftlich in einem guten Zustand. Inzwischen waren 15 Schiffe abgeliefert, vorwiegend Schleppdampfer bis 54 Meter Länge.

## Umwandlung in "Sächsische Dampfschiffs- und Maschinenbauanstalt"

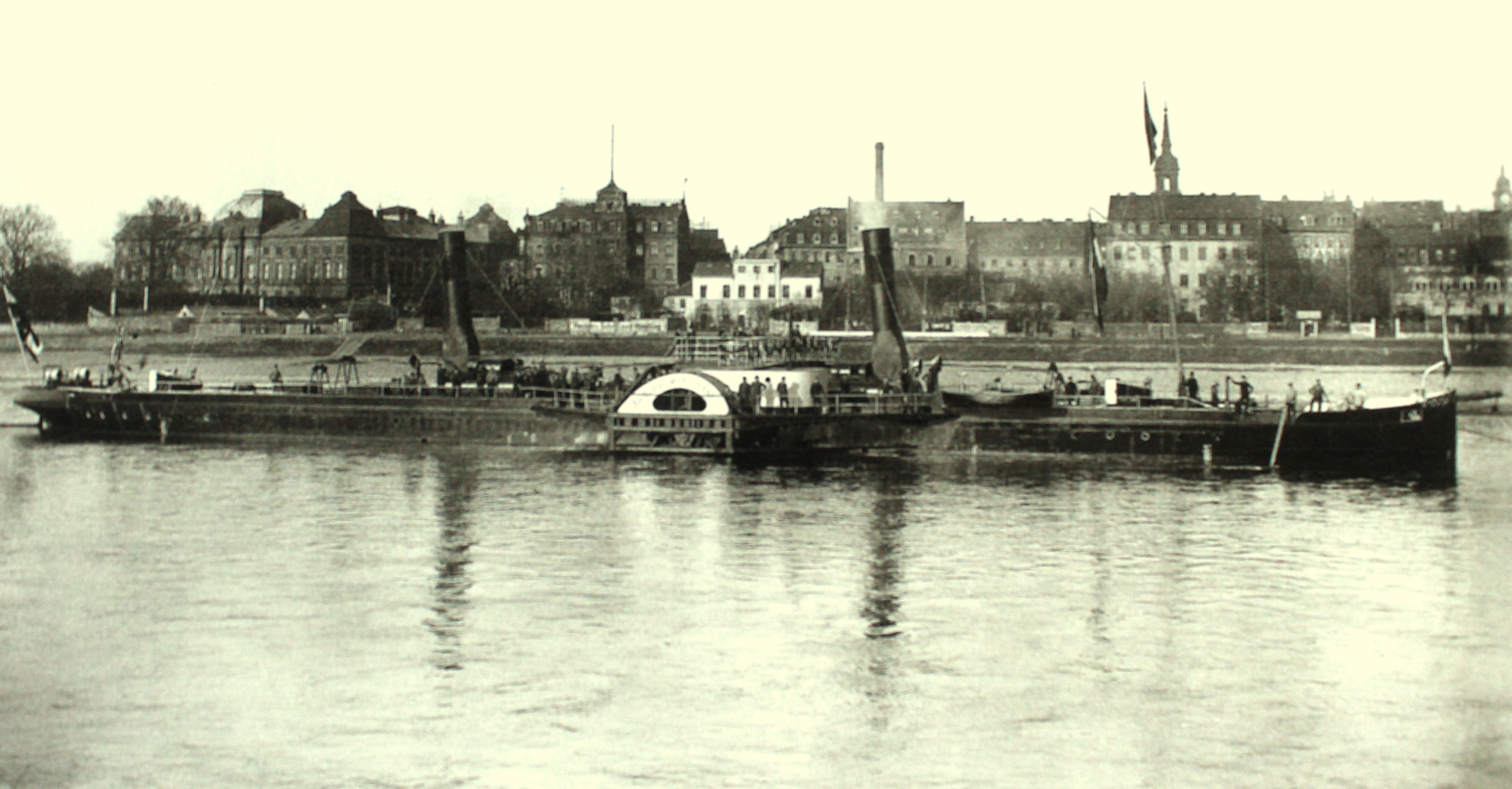
Probefahrt der Kaiser Wilhelm II in Dresden Neustadt am 28. März 1903

1872 wurde die Maschinenfabrik und Schiffswerft Otto Schlick in die Sächsische Dampfschiffs- und Maschinenbauanstalt umgewandelt. Bis zu diesem Zeitpunkt wurden von dem Unternehmen rund 20 Schiffe gebaut. 1873 wurde eine eigene Gießerei errichtet, die auch Fremdaufträge annahm und bald einen sehr guten Ruf genoss. An der Wiener Weltausstellung 1873 beteiligte sich die Firma, erhielt neben einer Medaille mehrere Aufträge und konnte einige der ausgestellten Maschinen, die Kesseldampfmaschine sowie die liegende Dampfmaschine direkt vor Ort verkaufen.
Elbseitig wurde von 1872 bis 1876 der Neustädter Hafen angelegt. Die Sächsische Dampfschiffs- und Maschinenbauanstalt führte Schlicks Bauprogramm fort. 1873 und 1874 wurden unter der Baumummer 27 und 28 die Seilschlepper I und II an die Deutschen Eisenbahnbau Gesellschaft, Küstrin abgeliefert. Unter anderem wurde 1882 mit der Baunummer 133 der Seitenrad-Schleppdampfer Berlin (Länge: 23,00 m, Breite: 4,10 m, Antrieb durch eine Dampfmaschine mit 250 PS) für den Schiffer Strack aus Magdeburg gebaut.

## 1884 Übernahme durch die Österreichische Nordwest Dampfschiffahrts-Gesellschaft (ÖNWDG)
Im Jahr 1884 erfolgte die Übernahme durch die Österreichische Nordwest Dampfschiffahrts-Gesellschaft, die ab der Baunummer 157 das Schiffbauprogramm bestimmte. Die abgelieferten Schiffe waren selten länger als 50 Meter bzw. trugen als Schleppkahn selten mehr als 400 Tonnen. Der Schiffbau ging 1895 zurück und der Betrieb weitete den Bau von ortsfesten Dampfmaschinen aus. Die Nennleistungen lagen um 50 PS. Mit der zunehmenden Elektrifizierung nahm der Bau von Dynamomaschinen zu, die einen höheren Anspruch auf die Drehzahlregelung hatten. Mit Unterstützung des Dresdener Ingenieurbüros Dr. Rudolf Proell wurden schnelllaufende Dampfdynamos der Bauart Doerfel-Proell gebaut und abgeliefert. 1887 verließen jährlich 10 – 12 dieser ortsfeste Schnellläufer den Betrieb. Die Nennleistungen dieser Maschinen in liegender oder stehender Bauart stieg bis auf rund 500 PS. Auch nach 1900 hielt die günstige Auftragslage im Dampfmaschinenbau an, die Zahl der Schiffsneubauten dagegen ab. Mit dem 1902/03 gebauten Schleppdampfer Kaiser Wilhelm II für die ÖNWDG wurde der größte jemals für die Elbe gebaute Schleppdampfer abgeliefert.

## 1899 Dresdener Maschinenfabrik & Schiffswerft, AG Dresden-Neustadt
Die ÖNWDG geriet in eine schwere Krise, da der Generaldirektor Otto Libbertz zum eigenen Vorteil aber im Namen der Gesellschaft gemeinsam mit einer böhmischen Zuckerfabrik und der Commerz- und Privatbank in Zucker spekuliert hatte. Als Ergebnis der gerichtlichen Aufarbeitung musste die ÖNWDG hohe Schadensersatzansprüche in Millionenhöhe befriedigen und wurde zum Sanierungsfall. Im Rahmen der folgenden Umstrukturierungen wurde aus der "Sächsische Dampfschiffs- und Maschinenbauanstalt"  die "Dresdener Maschinenfabrik & Schiffswerft, AG Dresden-Neustadt", die 1905 die Schiffswerft Übigau übernahm.

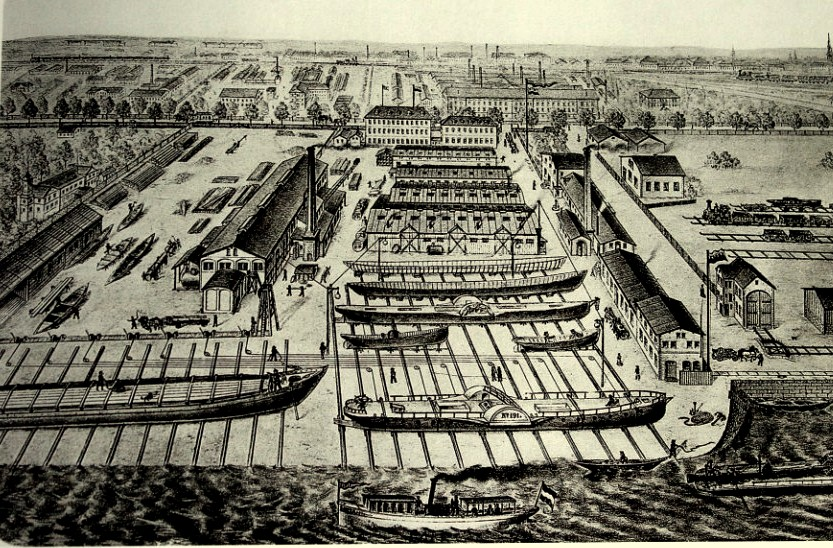
Schlicks Werft um 1885
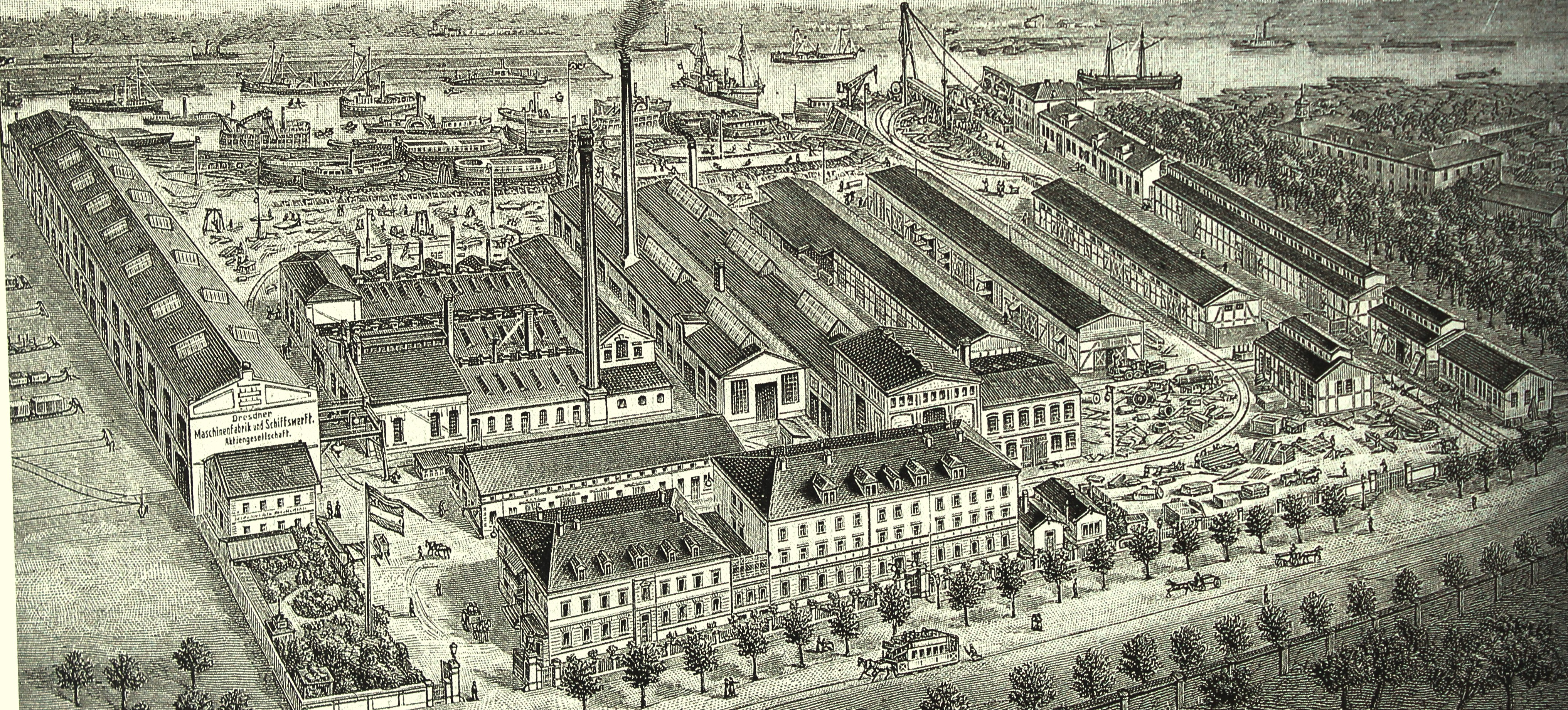
Schlicks Werft um 1894
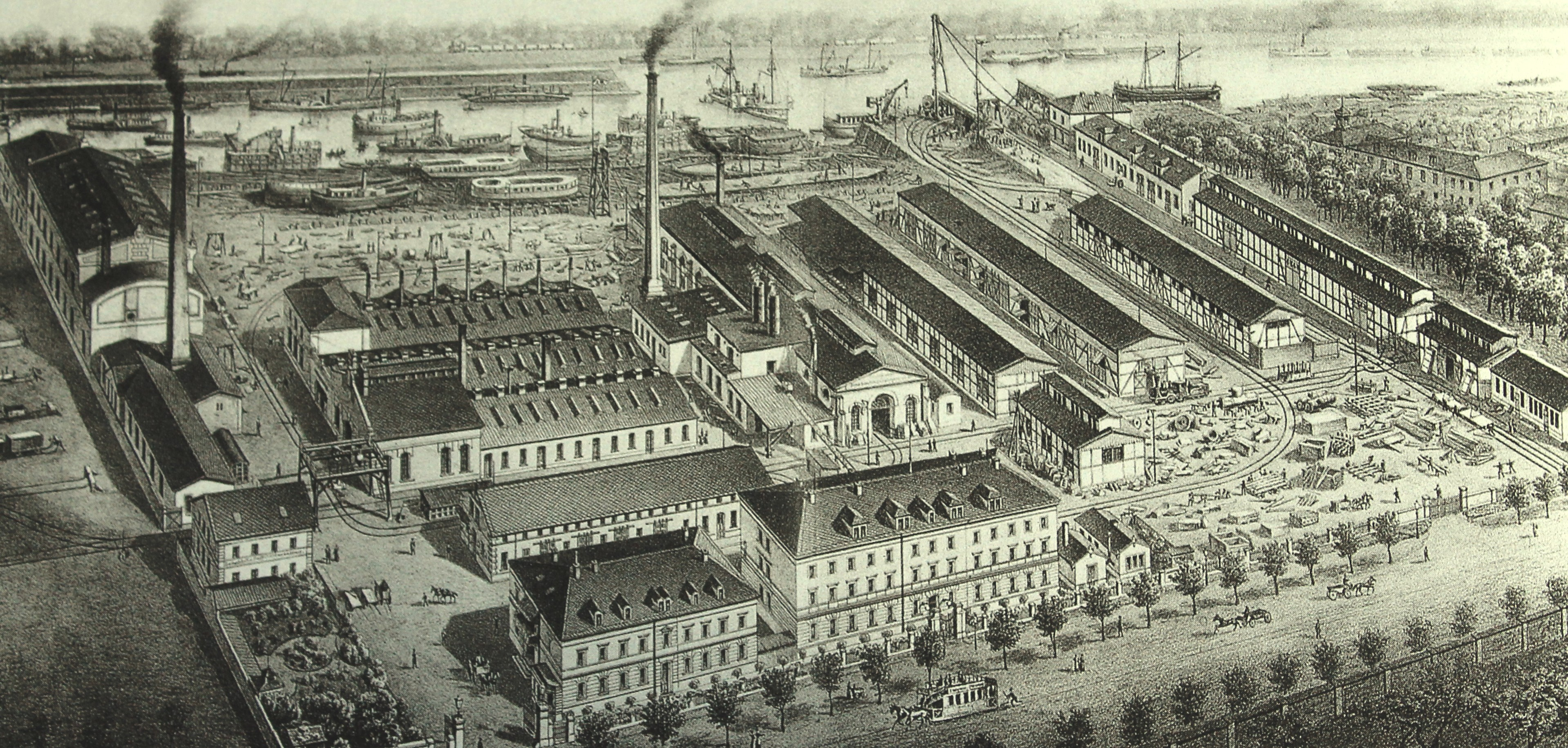
Schlicks Werft um 1900

## 1905 Dresdener Maschinenfabrik & Schiffswerft Übigau, Aktiengesellschaft
Nach der Übernahme der Fabrikgebäude und Werftanlagen der kurz als „Kette“ bezeichneten „Kette – Deutsche Elbschiffahrts-Gesellschaft“ entstand daraus die "Dresdener Maschinenfabrik & Schiffswerft Übigau, Aktiengesellschaft". Der Schiffbau in Dresden-Neustadt wurde eingestellt und nach Übigau verlagert, wodurch die Werft zu einer der größten Fluss- und Binnenschiffswerften dieser Zeit wurde.

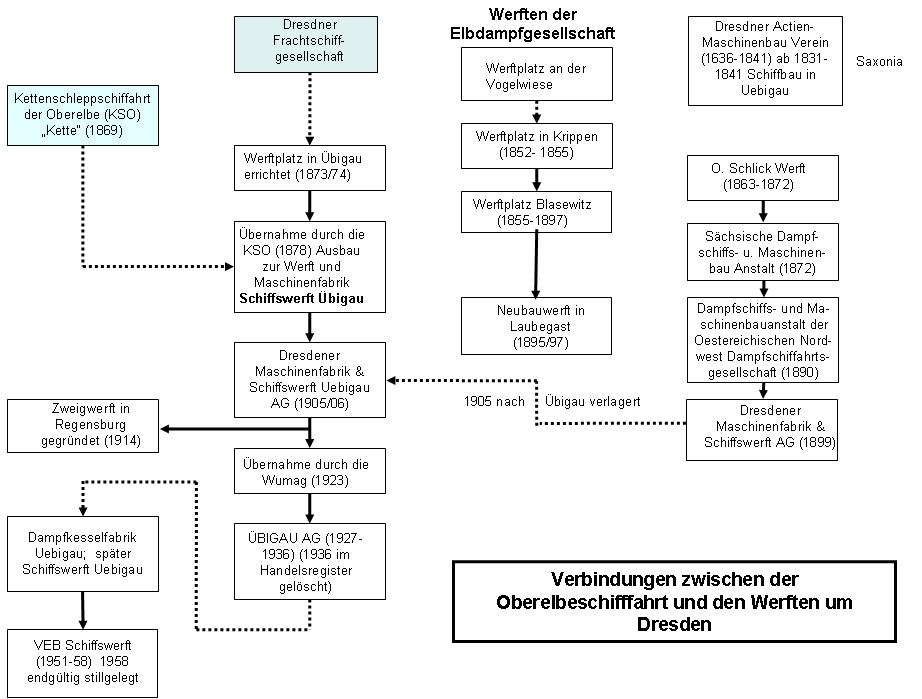
Dresdener Werften und Verbindungen